# Robert Glatzel
Robert Glatzel (Fürstenfeldbruck, 8 de enero de 1994) es un futbolista alemán. Juega de delantero y su equipo es el Hamburgo S. V. de la 1. Bundesliga de Alemania.

## Trayectoria
El 1 de julio de 2021 se hizo oficial el fichaje de Robert Glatzel por el Hamburgo S. V. por una cifra cercana al millón de euros, renovando su contrato en julio de 2023.

## Clubes
| Club                     | País     | Año       |
| ------------------------ | -------- | --------- |
| TSV 1860 Múnich          | Alemania | 2012-2013 |
| SV Heimstetten           | Alemania | 2013      |
| SV Wacker Burghausen     | Alemania | 2014      |
| TSV 1860 Múnich          | Alemania | 2014-2015 |
| 1. FC Kaiserslautern     | Alemania | 2015-2017 |
| 1. FC Heidenheim 1846    | Alemania | 2017-2019 |
| Cardiff City F. C.       | Gales    | 2019-2021 |
| 1. FSV Mainz 05 (cedido) | Alemania | 2020-2021 |
| Hamburgo S. V.           | Alemania | 2021-     |